# Symploce pararuficollis
Symploce pararuficollis es una especie de cucaracha del género Symploce, familia Ectobiidae.

## Distribución
Esta especie se encuentra en Islas Vírgenes.